# Al Jochim
Al Jochim (n. 12 iunie 1902, Berlin, Imperiul German – d. 17 martie 1980, Lodi⁠(d), New Jersey, SUA) a fost un gimnast artistic ce a reprezentat Statele Unite ale Americii, medaliat olimpic. A participat la 4 ediții ale Jocurilor Olimpice (1924, 1928, 1932, 1936) în care a câștigat două medalii de argint.